# Осаница (Жагубица)
Осаница (влаш. Осањица) је насеље у Србији у општини Жагубица у Браничевском округу. Према попису из 2022. било је 882 становника.

## Осаничка река
Узводно од села Осанице, Осаничка река изградила је у кречњачкој греди између узвишења Велико брдо и Велика Шетаћa клисуру дугу око 1,5 км и дубоко око 250 м. Клисура Осаничке реке истичу се висином и изгледом својих страна у којима се истичу вертикалне литице, зупци, стубови и остењаци, брзом, бистром и незагеђеном водом, као и разноврсном вегетацијом (станиште за 166 биљних врста) и специфчином фауном. У средњем делу, где се клисура сужава на ширину речног корита, налази се пећина - прераст, веома интересантан геоморфолошки феномен. Сврстава се у 3. категорију заштите, укупне површине 30,44 ha.
- Клисура Осаничке реке
- Водопад Осаничке реке
- Осаничка река.
- Клисура Осаничке реке.
- Прераст Касоње (Осаничка река).

## Демографија
У насељу Осаница живи 970 пунолетних становника, а просечна старост становништва износи 43,3 година (41,3 код мушкараца и 45,3 код жена). У насељу има 329 домаћинстава, а просечан број чланова по домаћинству је 3,61.
Становништво у овом насељу веома је нехомогено, а у последња три пописа, примећен је пад у броју становника.
|  |

| Демографија | Демографија | Демографија |
| Година      | Становника  | Становника  |
| ----------- | ----------- | ----------- |
| 1948.       | 1.646       |             |
| 1953.       | 1.702       |             |
| 1961.       | 1.648       |             |
| 1971.       | 1.579       |             |
| 1981.       | 1.540       |             |
| 1991.       | 1.380       | 1.329       |
| 2002.       | 1.187       | 1.281       |
| 2011.       | 1.048       |             |

| Етнички састав према попису из 2002.‍ | Етнички састав према попису из 2002.‍ | Етнички састав према попису из 2002.‍ | Етнички састав према попису из 2002.‍ | Етнички састав према попису из 2002.‍ |
| ------------------------------------ | ------------------------------------ | ------------------------------------ | ------------------------------------ | ------------------------------------ |
|                                      |                                      |                                      |                                      |                                      |
| Власи                                | Власи                                |                                      | 671                                  | 56,52%                               |
| Срби                                 | Срби                                 |                                      | 390                                  | 32,85%                               |
| Румуни                               | Румуни                               |                                      | 2                                    | 0,16%                                |
| Словенци                             | Словенци                             |                                      | 1                                    | 0,08%                                |
| непознато                            | непознато                            |                                      | 6                                    | 0,50%                                |

| Година пописа     | 1948. | 1953. | 1961. | 1971. | 1981. | 1991. | 2002. |
| ----------------- | ----- | ----- | ----- | ----- | ----- | ----- | ----- |
| Број домаћинстава | 407   | 416   | 422   | 422   | 391   | 363   | 329   |

| Број чланова      | 1  | 2  | 3  | 4  | 5  | 6  | 7  | 8  | 9 | 10 и више | Просек |
| ----------------- | -- | -- | -- | -- | -- | -- | -- | -- | - | --------- | ------ |
| Број домаћинстава | 64 | 63 | 44 | 44 | 45 | 35 | 20 | 12 | 2 | 0         | 3,61   |

| Пол    | Укупно | Неожењен/Неудата | Ожењен/Удата | Удовац/Удовица | Разведен/Разведена | Непознато |
| ------ | ------ | ---------------- | ------------ | -------------- | ------------------ | --------- |
| Мушки  | 476    | 119              | 306          | 37             | 14                 | 0         |
| Женски | 523    | 91               | 306          | 99             | 26                 | 1         |
| УКУПНО | 999    | 210              | 612          | 136            | 40                 | 1         |

| Пол    | Укупно                    | Пољопривреда, лов и шумарство | Рибарство                            | Вађење руде и камена | Прерађивачка индустрија       |
| ------ | ------------------------- | ----------------------------- | ------------------------------------ | -------------------- | ----------------------------- |
| Мушки  | 364                       | 234                           | 0                                    | 2                    | 97                            |
| Женски | 357                       | 288                           | 0                                    | 0                    | 58                            |
| УКУПНО | 721                       | 522                           | 0                                    | 2                    | 155                           |
| Пол    | Производња и снабдевање   | Грађевинарство                | Трговина                             | Хотели и ресторани   | Саобраћај, складиштење и везе |
| Мушки  | 0                         | 0                             | 6                                    | 5                    | 10                            |
| Женски | 0                         | 0                             | 4                                    | 1                    | 1                             |
| УКУПНО | 0                         | 0                             | 10                                   | 6                    | 11                            |
| Пол    | Финансијско посредовање   | Некретнине                    | Државна управа и одбрана             | Образовање           | Здравствени и социјални рад   |
| Мушки  | 0                         | 0                             | 4                                    | 1                    | 2                             |
| Женски | 0                         | 0                             | 0                                    | 2                    | 3                             |
| УКУПНО | 0                         | 0                             | 4                                    | 3                    | 5                             |
| Пол    | Остале услужне активности | Приватна домаћинства          | Екстериторијалне организације и тела | Непознато            | Непознато                     |
| Мушки  | 3                         | 0                             | 0                                    | 0                    | 0                             |
| Женски | 0                         | 0                             | 0                                    | 0                    | 0                             |
| УКУПНО | 3                         | 0                             | 0                                    | 0                    | 0                             |

## Историја
Припадници Српског добровољачког корпуса су 1943. наводно направили цркву у селу, освећену на Илиндан.